# Fidelipac

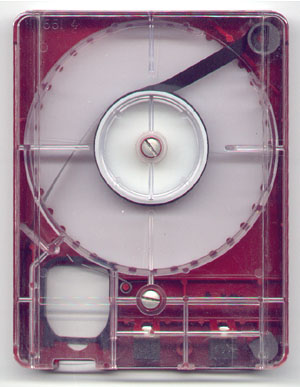
Oberseite der Fidelipac-Kassette

Fidelipac, gemeinhin als NAB-Cartridge (NAB-Kartusche) oder einfach als Cart bezeichnet, war ein Magnetband-Tonaufzeichnungsformat zum Abspielen zur Rundfunkübertragung von Musik, Radiowerbespots, Jingles, Quellenkennung der Sender. „Fidelipac“ ist die eigentliche Bezeichnung des Industriestandards für diese Tonbandkassette. Sie wurde 1954 von George Eash entwickelt, wobei die Erfindung des Fidelipac auch Vern Nolte von der Automatic Tape Company zugeschrieben wurde. Zudem wurde sie von Collins Radio im Jahr 1959 im NAB-Abkommen kommerziell als NAB-Kassette eingeführt und bis Ende der 1990er Jahre bei Radiosendern eingesetzt, bis Formate wie MiniDisc und die computergesteuerte Rundfunk-Automatisierung dominierten.

## Geschichte
Der Fidelipac war die erste im Handel erhältliche Tonbandkassette und basierte auf der 1952 von Bernard Cousino entwickelten endlosen Bandschleife. Als Eash in den frühen 1950er Jahren im Büro von Cousinos Elektronikladen saß, beschloss er, das fertig entwickelte Fidelipac-Format zur Herstellung an Telepro Industries in Cherry Hill (New Jersey) zu lizenzieren. Telepro produzierte und vermarktete das Format unter dem Markennamen Fidelipac.

## Bandabmessungen
Fidelipac war ursprünglich ein in zwei Spuren unterteiltes Tonband, ¼ Zoll (=6,4 mm) breit, wovon auf der einen Spur die analoge Tonaufnahme in Mono war und die andere eine Signalspur, die Markierungen zur Steuerung des Abspielgerätes enthielt. Darauf war ein aufgezeichnetes Tonsignal, das das Gerät stoppte, ein anderes Tonsignal spulte den übriggebliebenen leeren Rest des Endlosbandes vor zur Klebestelle und zum Anfang der Aufzeichnung. In einigen Modellen waren das zwei unterschiedliche Tonsignale. Ein dritter Ton, der nur von einigen Geräten benutzt wurde, löste angeschlossene externe Geräte aus. Spätere Versionen verwendeten drei Spuren, zwei für Stereoton und die dritte als Signalspur.
Die Standard-Bandgeschwindigkeit für Fidelipac-Geräte in der Rundfunkindustrie war 7½ IPS (~19 cm/s), einige Abspiel- und Aufnahmegeräte konnten auf andere Bandgeschwindigkeiten wie 3¾ (~9,5 cm/s) oder 15 IPS (~38 cm/s) eingestellt werden.

## Kassettenformat
Im Unterschied zur später an Heimkunden vermarktete 8-Spur-Kassette, die 1964 von Bill Lear entwickelt wurde und bei der die Andruckrolle in der Kassette eingebaut war, hatte der Fidelipac ein Loch in der vorderen rechten unteren Ecke der Kassette, in das die Andruckrolle des Abspielgerätes eingeklappt wurde, um den Bandantrieb über Capstan zu ermöglichen. Während spätere Geräte von ATC, ITC, Harris – und weiteren – die Andruckrolle automatisch in die Kassette führten, wenn die Play-Taste gedrückt wurde und der Capstan-Motor bereits startete, wenn die Kassette eingelegt wurde, hatten frühe Geräte wie Sparta und Spot-matic einen separaten Hebel, den der Bediener physisch schieben oder ziehen musste, um die Andruckrolle auf Band und Tonwelle zu setzen, bevor der Bandtransport möglich war. Die 8-Spur-Kassette mit eingebauter Andruckrolle wurde mit halber Bandgeschwindigkeit abgespielt und hatte keine ausreichenden Bandführungen und erreichte somit nicht Rundfunkqualität. Die niedrigere Geschwindigkeit bei 8 Spuren führte zu einem höheren Rauschen und einem niedrigeren Frequenzgang.
Es waren drei Größen von Fidelipac-Kassetten erhältlich. Die 4-Zoll-breite Größe A (Fidelipac Modell 300, 350 und MasterCart), die der Größe der 8-Spur-Kassette entsprach und mit maximal 10½ Minuten Spielzeit bei 7½ IPS (~9,5 cm/s) Bandgeschwindigkeit fasste und die verbreitetste Größe von Fidelipacs war. Die 6-Zoll-breite Größe B (Fidelipac Model 600), bot mehr Spielzeit. Die noch größere 8-Zoll-breite Größe C (Fidelipac Model 1200), wurde häufig für Hintergrundmusik verwendet.
Der Fidelipac Größe A bildete die technische Grundlage des im Jahr 1963 von Earl „Madman“ Muntz zusammen mit George Eash herausgebrachte Muntz Stereo-Pak System (auch 4-Spur-Kassette genannt), das sich in der Anzahl der verwendeten Spuren unterscheidet – vier, wovon für Stereofonie je zwei gleichzeitig gespielt werden und die Bandgeschwindigkeit von 3¾ IPS (~9,5 cm/s) – identisch zur 8-Spur-Kassette – im Gegensatz zu Fidelipac mit 7½ IPS (~19 cm/s). Fidelipac-Geräte benutzten einen feststehenden Tonkopf, während das Stereo-Pak-System einen beweglichen Tonkopf benutzte, um zwischen den beiden Aufnahmen zu wechseln, ähnlich der 8-Spur-Kassettengeräten, die den Tonkopf zwischen vier Positionen bewegten, um auf jede der stereofonen Aufzeichnungen der Kassette zuzugreifen.